# Parafia św. Piotra Apostoła w Bożympolu Wielkim
Parafia św. Piotra Apostoła w Bożympolu Wielkim – rzymskokatolicka parafia w Bożympolu Wielkim. Należy do dekanatu gniewińskiego Diecezji pelplińskiej. Erygowana w 1977 roku. 
Wcześniej w latach "po 1945" do 1977 r. w składzie parafii w Rozłazinie.